# 長崎県立佐世保工業高等学校
長崎県立佐世保工業高等学校（ながさきけんりつさせぼこうぎょうこうとうがっこう, Nagasaki Prefectural Sasebo Technical High School）は、長崎県佐世保市瀬戸越三丁目に所在する公立の工業高等学校。略称は「佐工」（さこう）、定時制は「佐工定」（さこてい）。

## 概要
歴史
1937年（昭和12年）に開校した「長崎県立佐世保工業学校」を前身とする。1948年（昭和23年）の学制改革で新制高等学校「長崎県立佐世保工業高等学校」が発足するものの、間もなく長崎県立佐世保商業高等学校と統合され、「長崎県立佐世保商工業高等学校」となる。1951年（昭和26年）に統合を解消し、再び「長崎県立佐世保工業高等学校」となり、今日に至る。工業学校時代も含めれば、長崎県立長崎工業高等学校と並んで、長崎県内で一番歴史の長い工業高等学校である。2017年（平成29年）に創立80周年を迎えた。
設置課程・学科
全日制課程 6学科
- 機械科
- 電子機械科
- 電気科
- 電子工学科
- 建築科
- 土木科

定時制課程 1学科（夜間部）
- 工業技術科

2019年（平成31年）3月をもって全日制課程 材料技術科および定時制課程 機械科・建築科が閉科となった。
校訓
「自律・創造」 - 創造が人間としての品位ある生き方の上にできあがれば、まさに教育の理念に適う。
スローガン
「つないだ歴史 未来への創造 －新たなる世界へ－」
校章
「工業」を表す歯車と3方向（上、右下、左下）へのびるペンチ（先端）を組み合わせ、中央に「高」の文字（俗字体のはしご高）を置いている。
校歌
作詞は吉田幸平（元長崎県立の高等学校教諭）、作曲は山口健作（元長崎大学教授） 歌詞は3番まであり、学校名は直接入ってはおらず、「学びの園」、「学びの舎」、「母校」という言葉で表されている。校歌の部類としては、全体的にメロディーラインが高止まりだがとても歌いやすく、入学してからの集団行動訓練で校歌練習が行われるほか、近年は卒業式の前などに校歌の指導を外部より講師を招いて実施している。
制服
- 全日制課程 - 男子は学生服（学ラン）、女子はブレザー、リボン。ジャージは学年（入学年度）ごとに異なる（赤・紺・緑の3色）。この他に作業着（実習着）がある。指定カバンとして、茶色を基調とした緑色の学生カバンと入学年度ごとに異なる色の専用エナメルバッグ(黒・赤・緑)がある。
- 定時制課程 - 男子は学生服（学ラン）、女子はブレザーだが、私服での登校も認められている。ジャージは青色で、この他に作業着（実習着）がある。

進路
全日制課程では毎年の最終就職内定率はほぼ9割を越える（学科別では100％が多い）。また、進学指導への取り組みも近年その効果を上げており毎年高等専門学校や国・公・私立工科系大学などへの進学者も増えている。

## 沿革
旧制・工業学校時代
- 1937年（昭和12年）
  - 3月6日 - 実業学校令により長崎県立佐世保工業学校の設置が文部省に認可される。採鉱科と工芸科を設置。
  - 4月29日 - 白南風尋常小学校の旧校舎（佐世保駅の近く）に「長崎県立佐世保工業学校」が開校。
- 1941年（昭和16年）3月31日 - 第三本科（夜間）電気科の設置が認可される。
- 1942年（昭和17年）
  - 4月2日 - 佐世保市保立町の旧制長崎県立佐世保中学校[4] 跡（現・佐世保市立清水小学校）の校舎を改築し、移転。
- 1944年（昭和19年）3月 - 第三本科（夜間）機械科の設置が認可される。
- 1946年（昭和21年）
  - 2月16日 - 桜木町にあった元佐世保海軍工厰[5] 工員宿舎を分校舎として使用。
  - 3月31日 - 学則を改変。
    - 本科（採鉱科、機械科、冶金科、土木科、建築科、電気科）各学年 各1学級、第三本科（夜間／電気科、機械科）各学年 各1学級を設置。
- 1947年（昭和22年）
  - 4月1日 - 第三本科を「長崎県立佐世保工業学校夜間部」に改称。
  - 10月 - 創立10周年記念式典を挙行。

新制・工業高等学校
- 1948年（昭和23年）
  - 3月31日 - 全日制冶金科の募集を停止。
  - 4月1日 - 学制改革（六・三・三制の実施）により、新制高等学校「長崎県立佐世保工業高等学校」が発足。夜間部を定時制と改称。
- 1949年（昭和24年）
  - 2月1日 - 長崎県立佐世保商業高等学校と統合し、「長崎県立佐世保商工業高等学校[6]」となる。
  - 4月1日 - 定時制土木科・建築科を新設。
  - 5月7日 - 崎戸分校を崎戸町立蠣浦小学校に併設。商業科と採鉱科[7] を設置。
- 1951年（昭和26年）4月1日 - 統合を解消し、校名を再び「長崎県立佐世保工業高等学校」（現校名）に戻す。
- 1952年（昭和27年）4月1日 - 崎戸分校が長崎県立西彼杵高等学校大島分校と統合の上、長崎県立大崎高等学校として独立。
- 1954年（昭和29年）3月15日 - 現在地に校舎を新築し移転。旧校地は佐世保市立八幡小学校に移管される。
- 1960年（昭和35年）4月 - 全日制採鉱冶金科を設置。
- 1962年（昭和37年）12月3日 - 全日制機械科、電気科、土木科、各科1学級・計3学級増。
- 1966年（昭和41年）4月1日 - 定時制完全給食（始業前の夕食）を開始。
- 1967年（昭和42年）3月31日 - プールが完成。
- 1968年（昭和43年）4月1日 - 全日制地質工学科を新設。全日制採鉱冶金科の募集を停止。
- 1969年（昭和44年）
  - 1月25日 - 図書館が完成。
  - 4月1日 - 全日制金属工業科を新設。
- 1977年（昭和52年）11月5日 - 創立40周年記念式典を挙行。
- 1978年（昭和53年）1月14日 - 第2グラウンドが完成。（佐世保市松原町）
- 1979年（昭和54年）3月31日 - 普通教室、土木実習室一部が完成。
- 1980年（昭和55年）3月25日 - 土木、地質実習棟が完成。
- 1982年（昭和57年）3月23日 - 管理、特別教室棟が完成。
- 1986年（昭和61年）4月1日 - 全日制電子工学科を新設。
- 1987年（昭和62年）
  - 3月31日 - 体育館を改築。
  - 10月31日 - 創立50周年記念式典を挙行。
- 1988年（昭和63年）3月30日 - 建築実習棟を改築。産振[8] 棟第一期工事が完了。
- 1989年（平成元年）3月31日 - 産振棟第二期工事が完了。
- 1990年（平成2年）
  - 3月31日 - 武道館が完成。
  - 4月1日 - 全日制電子機械科を新設。
- 1992年（平成4年）4月1日 - 全日制材料技術科を新設。全日制金属工業科、定時制土木科の募集を停止。
- 1995年（平成7年）
  - 3月31日 - 定時制土木科を閉科。
  - 9月22日 - 家庭科・産振実習棟が完成。
- 1998年（平成10年）3月20日 - 図書室を改修。
- 1999年（平成11年）3月29日 - 第2体育館が完成。プールを解体。
- 2000年（平成12年）4月1日 - 全日制地質工学科の募集を停止。
- 2006年（平成18年）
  - 3月31日 - 定時制電気科の募集を停止。
  - 4月1日 - 全日制土木科1学級減。
  - 11月27日 - 第1体育館を改修。
- 2007年（平成19年）10月27日 - 創立70周年記念式典を挙行。
- 2008年（平成20年）
  - 3月27日 - 第1グラウンド防球ネットを改修。テニスコート、周辺法面を整備。
  - 3月28日 - 第1グラウンド夜間照明を改修。
- 2009年（平成21年）
  - 3月31日 - 定時制電気科を閉科。
  - 4月1日 - 定時制、この年の入学生から3年で卒業できる「三修制」が開始。
    - 0校時と夏休みの集中授業、資格取得などで単位を修得することで、定時制の修業年限は通常4年であるが、3年で修了することができる。[9]
- 2016年（平成28年）4月1日 - 定時制課程において既存の2学科（機械・建築）を統合の上、「工業技術科」を設置[10]。
  - 定時制機械科・建築科は2015年（平成27年）4月入学生が卒業する2019年（平成31年）3月まで存続される。
- 2017年（平成29年）4月1日 - 全日制課程の材料技術科の募集を停止。材料技術科は2016年（平成28年）4月入学生が卒業する2019年（平成31年）3月まで存続される。
- 2019年（平成31年）
  - 2月28日 - 全日制課程 材料技術科および定時制課程 機械科・建築科の閉科式を挙行。
  - 3月31日 - 全日制課程 材料技術科および定時制課程 機械科・建築科を廃止。

## 学校行事
全日制課程
3学期制
1学期
- 4月 - 始業式、入学式、対面式、歓迎遠足（烏帽子岳）
- 5月 - 授業参観
- 6月 - 高総体、高校生ものづくり県大会、1学期期末考査
- 7月 - クラスマッチ、高校生ものづくり九州大会、終業式
- 8月 - 夏季休業、平和学習会（9日 長崎原爆の日）、オープンスクール、部活動見学会

2学期
- 9月 - 始業式、高3就職試験開始、マイコンカーラリー県大会、ロボットコンクール県大会、2学期中間考査
- 10月 - 体育祭（7学科に分かれて競う）、工業祭（文化祭）、高2インターンシップ（5日間）
- 11月 - 高校生ものづくり全国大会、ロボットコンクール全国大会、マイコンカーラリー九州大会
- 12月 - 2学期期末考査、修学旅行（2009年は長野・東京／2010年は沖縄）、マラソン大会、終業式、冬季休業

3学期
- 1月 - 始業式、マイコンカーラリー全国大会、各学科課題研究発表会
- 2月 - 学年末考査
- 3月 - 卒業式、クラスマッチ、終業式（修了式）、春季休業

定時制課程
2学期制
前期
- 4月 - 始業式、入学式、歓迎遠足、開校記念日（29日）
- 5月 - 新体力テスト、PTA総会
- 6月 - 生徒総会、県定通大会、県ものづくりコンテスト、第1回考査
- 7月 - 工業クラブ生徒理事会、地域清掃、映画鑑賞会、球技大会、校内生活体験発表会、夏季休業
- 8月 - 平和学習（9日 長崎原爆の日）、個人面談
- 9月 - 体育祭（緑組、黄組、紫組で競う。金曜日の夕方開始）、就職試験開始、県定通生活体験発表、校内創意工夫審査会
- 10月始め - 第2回考査、二輪車安全運転実技指導、公開授業、終業式

後期
- 10月中間 - 始業式、保護者面談
- 11月 - 人権同和教育集会、映画鑑賞会、人生の達人セミナー（講演会）、生徒会役員選挙
- 12月 - 第3回考査、交通安全集会、球技大会、バイキング給食、創意工夫コンクール、冬季休業
- 1月 - 冬季休業、個人面談、修学旅行（高3）、第4回考査（高4）、課題研究発表会
- 2月 - 卒業生を送る会、第4回考査（高1～高3）、卒業式予行、同窓会入会式
- 3月 - 卒業式、大掃除、競技大会、地域清掃、終業式（修了式）、春季休業

## 部活動
全日制課程
運動部
- 陸上部
- 野球部
- バレーボール部
- バスケットボール部
- ソフトテニス部
- 卓球部
- 剣道部
- 水泳部
- ホッケー部
- ラグビー部
- 柔道部
- サッカー部
- バドミントン部
- 少林寺拳法部

文化部
- 新聞部
- 美術部
- 吹奏楽部
- 放送部
- 将棋部
- ボランティア同好会

技術部
- 自動車部
- 電子科学部
- 機械工作部
- 建築デザイン部
- 土木測量部
- 電気同好会
- 材料研究同好会

野球部 活動成績
- 1974年（昭和49年）7月 - 全国高校野球選手権大会県大会で初優勝し、県北初の甲子園出場を決める。
- 1975年（昭和50年）
  - 3月 - 第47回選抜高校野球大会に初出場
  - 3月30日 - 静岡県立静岡商業高等学校と対戦、4対7で敗れる。

- 1978年（昭和53年）8月 - 第60回全国高校野球選手権大会に2度目の出場。
- 1981年（昭和56年）
  - 3月 - 第53回選抜高校野球大会に2度目の出場。
  - 3月28日 - 私立桜美林高等学校（東京都）と対戦、4対5で敗れる。

- 1982年（昭和57年）
  - 8月 - 第64回全国高校野球選手権大会に3度目（春夏通算5度目）の出場。
  - 8月7日 - 私立東海大学山形高等学校と対戦、6対1で勝ち、甲子園初勝利を挙げる。
  - 8月14日 - 私立中京大学附属中京高等学校（愛知県）と対戦、0対3で敗れる。

- 1983年（昭和58年）
  - 3月 - 第55回選抜高校野球大会に3度目（春夏通算6度目）の出場。
  - 3月30日 - 和歌山県立星林高等学校と対戦、2対0で勝ち、選抜初勝利を挙げる。
  - 4月2日 - 私立報徳学園高校（兵庫県）と対戦、1対0で勝ち、ベスト8進出。
  - 4月3日 - 私立明徳義塾高等学校（高知県）と対戦、0対8で敗れる。

- 1983年（昭和58年）
  - 8月 - 第65回全国高校野球選手権大会に2年連続4度目（春夏通算7度目）の出場。前年の夏から3期連続出場を果たす。
  - 8月11日 - 岩手県立黒沢尻工業高等学校と対戦、2対0で勝利。
  - 8月16日 - 横浜市立横浜商業高等学校（神奈川県）と対戦、0対6で敗れる。

定時制課程
運動部
- 軟式野球部
- バドミントン部
- バレーボール部
- 卓球部
- 柔道部
- サッカー部
- バスケットボール部

文化部・技術部
- なし

## 著名な出身者
- 垣野多鶴（三菱ふそう川崎硬式野球部監督、社会人野球の名将）
- 黒木健孝（プロボクシング日本ミニマム級王者、OPBF同級王者）
- 香田勲男（元プロ野球選手）
- 白武佳久（元プロ野球選手）
- 平浩二（歌手）
- 巻来功士（漫画家）
- 野元浩輝（プロ野球選手、東北楽天ゴールデンイーグルス）
- スーパー3助（お笑い芸人、にゃんこスター）

## アクセス
- 最寄りのバス停
  - 西肥バス（させぼバスも含む）
    - 「工業高校前」バス停下車。
- 最寄りの駅
  - 松浦鉄道西九州線
    - 「泉福寺駅」徒歩5分

## 周辺
官公署
- 佐世保市役所大野支所

郵便局・金融機関
- 佐世保北郵便局
- 瀬戸越郵便局
- 十八親和銀行大野支店・大野中央支店・大野東支店

学校
- 長崎県立佐世保西高等学校
- 西海学園高等学校
- 佐世保市立大野中学校
- 佐世保市立大野小学校
- 佐世保市立春日小学校

病院
- 佐世保愛恵病院
- 長崎労災病院

寺社・歴史
- 長命寺
- 泉福寺
- 大智庵城跡 公園

その他
- 相浦川
- 大野川
- 大野自動車学校